# Cistopedia
Cistopedia ist seit 2008 ein Onlinelexikon zur Geschichte und Gegenwart des Zisterzienserordens (betreffend Zisterzienser, Trappisten und Bernhardinerinnen von Esquermes).

## Die Datensammlung
2008 offizialisierten in Rom die Generalprokuratoren der Zisterzienser und Trappisten sowie die Generalpriorin der Bernhardinerinnen von Esquermes das von Frank Sasama (nach dem Vorbild der Internet-Enzyklopädie Wikipedia) initiierte Projekt einer Datensammlung zur Geschichte und Gegenwart des Zisterzienserordens (das auch von der Gemeinschaft Evangelischer Zisterzienser-Erben in Deutschland unterstützt wird). Das Projekt trägt den Titel Cistopedia. Encyclopaedia Cisterciensis (Eine zisterziensische Enzyklopädie). Die Beiträgerliste umfasste 2016 rund 100 Namen (davon 25 Prozent mit Doktortitel). Die Kritik spricht von „a very ambitious project building up serious information about 3000 sites“ (Coomans, S. 98). Das Center for Cistercian and Monastic Studies an der Western Michigan University stützt sich für sein Projekt „Janauschek-Portal“ auf Cistopedia.

### Das Monasticon
Hauptbestandteil ist eine Liste aller ehemaligen und gegenwärtigen Klöster der Zisterzienser und Zisterzienserinnen. Diese Gesamtliste (mit tausenden von Namen) liegt dreifach vor: in alphabetischer, chronologischer (soweit bekannt) und geographischer Reihenfolge. Daneben gibt es eine Liste der derzeit lebendigen Klöster. Zu jedem Kloster ist eine Fülle von Informationen teils bereits eingetragen, teils vorgesehen, einschließlich Lokalisierung, Bebilderung und Literatur. Doch gibt es derzeit noch keineswegs zu allen Namen auch Information. 2016 waren etwa 1000 Klöster bearbeitet.

### Das Lexikon
Unter dem Titel Lexicon fand man 2016 eine Liste von rund 100 Personenartikeln sowie eine Liste von etwa 150 Sachartikeln.

### Die Bibliothek
Unter dem Titel Bibliotheca findet sich eine Sammlung von einschlägigen Weblinks zu Bibliothekskatalogen, Zeitschriften, Neuerscheinungen, Bibliographien und wichtigen Einrichtungen, ferner zu Webauftritten der Mittelalterforschung.